# Бис(дисиланил)сульфид
Бис(дисиланил)сульфид — неорганическое соединение,
кремниевый аналог тиоэфира диэтилсульфида с формулой (Si2H5)2S,
бесцветная жидкость.

## Получение
- Реакция иоддисилана с сульфидом ртути:

{\displaystyle {\mathsf {2Si_{2}H_{5}I+HgS\ {\xrightarrow {}}\ (Si_{2}H_{5})_{2}S+HgI_{2}}}}

## Физические свойства
Бис(дисиланил)сульфид образует бесцветную жидкость.